# Proales syltensis
Proales syltensis är en hjuldjursart som beskrevs av Tzschaschel 1979. Proales syltensis ingår i släktet Proales och familjen Proalidae. Arten är reproducerande i Sverige. Inga underarter finns listade i Catalogue of Life.